# Mashel Al Naimi
Mashel Al Naimi (in arabo مشعل النعيمي‎?; Doha, 8 settembre 1983) è un pilota motociclistico qatariota.
Anche il fratello, Sultan Al Naimi, ha corso come pilota professionista.

## Carriera
Inizia a correre nell'endurance, in cui ha accumulato esperienza con le moto 1000 cm³. Nel 2006 corre tre gare come wildcard nella Superstock 1000 FIM Cup con una Kawasaki ZX 10R del team D'Antin MotoGP. Ottiene scarsi riscontri nelle gare disputate, e quindi non ottiene punti validi per la classifica piloti.
Nel 2007 è iscritto come wildcard al gran premio del Qatar nel campionato mondiale superbike sempre con la ZX 10R del team D'Antin MotoGP, ma anche in questo caso non ottiene piazzamenti a punti nelle due gare. Nel 2010 compete in Moto2 con la BQR-Moto2 del team Blusens-STX, diventando il primo pilota qatariota a correre nel motomondiale. In questa stagione è costretto a saltare i GP d'Italia e Gran Bretagna per infortunio e non riesce ad ottenere punti.
Nel 2011 passa al team QMMF Racing (squadra finanziata dalla federazione motociclistica del Qatar) con una Moriwaki MD600, anche in questa stagione non ottiene punti. Nel 2014 corre il Gran Premio casalingo in qualità di wildcard a bordo di una Speed Up non ottenendo punti validi per la classifica piloti. Nel 2015, in sella ad una Kawasaki, è undicesimo nel CEV Superbike con un piazzamento a podio in stagione.

## Risultati in gara

### Campionato mondiale Superbike
| 2007 | Moto     |    |    |  |  |  |  |  |  |  |  |  |  |  |  |  |  |  |  |  |  |  |  |  |  |  |  | Punti | Pos. |
| ---- | -------- | -- | -- |  |  |  |  |  |  |  |  |  |  |  |  |  |  |  |  |  |  |  |  |  |  |  |  | ----- | ---- |
| 2007 | Kawasaki | 17 | 20 |  |  |  |  |  |  |  |  |  |  |  |  |  |  |  |  |  |  |  |  |  |  |  |  | 0     |      |

| Legenda | 1º posto        | 2º posto            | 3º posto           | A punti      | Senza punti        | Grassetto – Pole position Corsivo – Giro più veloce |
| Legenda | Gara non valida | Non qual./Non part. | Ritirato/Non class | Squalificato | '-' Dato non disp. | Grassetto – Pole position Corsivo – Giro più veloce |

### Motomondiale
| 2010 | Classe | Moto      |    |    |    |     |     |    |    |     |    |    |     |    |     |    |    |     |    |    | Punti | Pos. |
| ---- | ------ | --------- | -- | -- | -- | --- | --- | -- | -- | --- | -- | -- | --- | -- | --- | -- | -- | --- | -- | -- | ----- | ---- |
| 2010 | Moto2  | BQR-Moto2 | 31 | 34 | 28 | Inf | Inf | 31 | 26 | Rit | NE | 30 | Rit | 27 | Rit | 28 | 29 | Rit | 29 | 32 | 0     |      |

| 2011 | Classe | Moto     |     |    |    |    |     |    |    |    |    |    |    |    |    |    |    |    |    |    | Punti | Pos. |
| ---- | ------ | -------- | --- | -- | -- | -- | --- | -- | -- | -- | -- | -- | -- | -- | -- | -- | -- | -- | -- | -- | ----- | ---- |
| 2011 | Moto2  | Moriwaki | Rit | 33 | 28 | 31 | Rit | 24 | 25 | 31 | 30 | NE | 30 | 35 | 30 | 32 | 29 | 28 | 23 | 27 | 0     |      |

| 2014 | Classe | Moto     |     |  |  |  |  |  |  |  |  |  |  |  |  |  |  |  |  |  | Punti | Pos. |
| ---- | ------ | -------- | --- |  |  |  |  |  |  |  |  |  |  |  |  |  |  |  |  |  | ----- | ---- |
| 2014 | Moto2  | Speed Up | Rit |  |  |  |  |  |  |  |  |  |  |  |  |  |  |  |  |  | 0     |      |

| Legenda | 1º posto        | 2º posto            | 3º posto            | A punti      | Senza punti        | Grassetto – Pole position Corsivo – Giro più veloce |
| Legenda | Gara non valida | Non qual./Non part. | Ritirato/Non class. | Squalificato | '-' Dato non disp. | Grassetto – Pole position Corsivo – Giro più veloce |